# レジットスクリプト
レジットスクリプト (LegitScript) は、NABP（アメリカ全国薬事評議会連合会）のVIPPSプログラムの基準を遵守していると認められている、オンライン薬局を対象とした検証および監視機関である。 
NABPは、レジットスクリプトにアメリカ合衆国、カナダ、その他の地域における薬局・薬店の検索エンジンによる広告プログラム、ドメイン名レジストラ、ドメイン名レジストリ、電子決済会社、ソーシャルメディア会社、その他インターネット企業の認可、規制を政府機関に代わって行い、インターネットのプラットフォームが該当する医療の法律や規制に準拠して動作し、認可されていない医薬品の違法販売に利用されていないことを確認する。
また、いくつかのEUの政府機関はレジットスクリプトを不正なインターネット薬局を報告すべき適切な機関と見なしている。レジットスクリプトは、インターネット薬局のウェブサイトの監視・調査業務を米国食品医薬品局（FDA）と共に行ってきた。

## 創立
レジットスクリプトは2002年から2007年までホワイトハウスの医療行政担当の補佐官であり、NASCARの評議員を勤めたジョン・ホートン(John Horton)によって創立された。組織のメインオフィスは、最初バージニア州アーリントンにあったが、現在はオレゴン州ポートランドに存在する。またレジットスクリプトは安全なオンライン薬局のための連盟の創立メンバーである。

## 初期の活動
2008年7月、レジットスクリプトは150もの同化ステロイド剤を処方箋なしで販売する約150のウェブサイトに関するレポートを発表した。このレポートはニューヨーク・タイムズ紙やCNNのアンダーソン・クーパー360で紹介された。このレポートの結果、ステロイド剤を扱う巨大な地下組織を閉鎖に追い込み、
プロステロイド剤に関する論争を巻き起こした。またレジットスクリプトはマイクロソフトやヤフーのスポンサーサーチに関する２つの報告書を発表し、続いてグーグル、ヤフー、マイクロソフトはインターネット薬局に関する広告ポリシーを変更し、将来的にはNABP（アメリカ全国薬事評議会連合会）のVIPPSプログラムの基準に適合する必要があるとことをアナウンスした。その後まもなくレジットスクリプトはグーグルが検索エンジンによる全ての処方薬や薬局の広告を監視することによって新しいポリシーを実行に移すことをアナウンスした。レジットスクリプトは北米、EU、ロシア、アジアにおいて米国食品医薬品局（FDA）を顧客としてグーグルやマイクロソフト、アマゾン、ツイッターの広告の監視をおこなっていることを発表した。

## ドメイン名規制
2008年11月、レジットスクリプトはドメイン名規制プログラムを立ち上げ、それによりインターネットプロバイダやドメイン名登録業者に通告して500もの不正インターネット薬局を閉鎖に追い込んだと発表した。2010年5月同社は7000あまりの免許に問題のある薬局のウェブサイト発表し、それらの中には11もの異なったドメイン名で活動している者もあり、ドメイン名登録業者にそれらのシャットダウンを働きかけた。2012年末、同社は過去4年間で35,000もの不正なインターネット薬局のウェブサイトを閉鎖するよう働きかけたと述べている。2013年初頭、いくつかのドメイン名登録業者は、明確に、不正なインターネット薬局とされたドメインをロックし、サービスの一時停止やドメイン名をロックすることについて国の機関とレジットスクリプトから外部委託を受けていることを声明した。
同社はほとんどのドメイン名登録業者で委託契約を発動し、2012年後半にはデータが公開されたが、不法インターネット薬局集団の遮断要請を無視する登録業者が存在すると述べている。いくつかのインターネット薬局のアフィリエート広告担当者はレジットスクリプトに同調しない登録業者の重要性を議論していた。レジットスクリプトは日本など一部の国ではICANN認定レジストラに遮断通知を提出する権限を有している。

## 消費者保護
2010年3月、消費者保護のウェブサイトSiteJabberは、そのインターネット薬局評価をレジットスクリプトの判断と合致させ始めると発表した。2010年5月に、WOTサービスも同様にレジットスクリプトのインターネット薬局の評価ランキングに合致されるであろうとの声明を発表した。

## サプリメントとデザイナー薬
レジットスクリプトは「サプリメント(栄養補助食品)は、規制措置の対象であり、安全でなく、奇跡の治療法として販売されてはいないか」という視点に立ち、それは国の薬事当局によって承認されているかどうかというヘルスケア製品の監視プログラムを続けている。医療や医薬品のための広告ポリシーでは、グーグルは広告が制限されるべきであるサプリメントやデザイナー薬であるかどうか決定するためにレジットスクリプトのヘルスケア製品の正当性判断のプログラムを使用することを示している。 
レジットスクリプトは、マイクロソフト、ツイッター、アマゾンがレジットスクリプトの正当性判断のプログラムを使用することを示している。

## 国際インターネット薬局の認定
2013年2月の時点で、レジットスクリプトのウェブサイトは、250以上のオンライン薬局のウェブサイトを望ましいものと認め、48,000のサイトを「ならず者」のオンライン薬局としてウェブサイト上で発表したことを示した。プログラムはまた、NABP（アメリカ全国薬事評議会連合会）によって支持されている。